# Real Groove
Real Groove è un singolo della cantante australiana Kylie Minogue, pubblicato il 2 gennaio 2021 come terzo estratto dal quindicesimo album in studio Disco.

## Descrizione e pubblicazione
Il brano è stato scritto dalla cantante stessa in collaborazione con Alida Garpestad, Teemu Brunila e Nico Stadi, e prodotto da quest'ultimi due. Musicalmente è stata descritta come una canzone disco contenente un basso funk, degli strumenti ad arco ed effetti vocoder. Il 5 dicembre 2020 la cantante ha confermato che avrebbe pubblicato il brano come terzo singolo ufficiale da Disco. Il 2 gennaio 2021 è entrato in rotazione radiofonica nel Regno Unito.

## Video musicale
Il video musicale, ovvero l'esibizione del brano durante il concerto livestream della cantante Infinite Disco, è stato reso disponibile il 6 novembre 2020 su YouTube.

## Tracce
Download digitale
1. Real Groove – 3:14
2. Real Groove (con Dua Lipa) (Studio 2054 Remix) – 4:22
3. Real Groove (Cheap Cuts Remix) – 4:24
4. Real Groove (Claus Neonors Remix) – 3:50

7"
1. Real Groove
2. Real Groove (ft. Dua Lipa) (Studio 2054 Remix)

## Formazione
- Kylie Minogue – voce, ingegneria del suono aggiuntiva
- Teemu Brunila – chitarra, programmazione batteria, produzione
- Nico Stadi – chitarra, basso, corde, arrangiamento corde, tastiera, programmazione batteria, produzione, missaggio
- Dick Beetham – mastering

## Remix
Real Groove (Studio 2054 Remix), il remix ufficiale del brano realizzato con la cantante britannica Dua Lipa durante il concerto livestream di quest'ultima Studio 2054, è stato pubblicato il 31 dicembre 2020 ed è stato incluso nella Guest List Edition di Disco.

### Tracce
Download digitale
1. Real Groove (Studio 2054 Remix) (con Dua Lipa) – 4:22

Download digitale – Initial Talk Remix
1. Real Groove (Studio 2054 Remix) (con Dua Lipa) (Initial Talk Remix) – 3:43

### Classifiche
| Classifica (2021) | Posizione massima |
| ----------------- | ----------------- |
| Croazia           | 49                |
| Regno Unito       | 95                |